# Límni Kerkíni
Límni Kerkíni är ett vattenmagasin och artificiell sjö i norra Grekland.   Den ligger i regionen Mellersta Makedonien, strax söder om Kerkinibergen på gränsen till Bulgarien och Nordmakedonien. 

## Robotskapad information
Límni Kerkíni ligger 30 meter över havet. Arean är 54 kvadratkilometer. Trakten runt Límni Kerkíni består till största delen av jordbruksmark. Den sträcker sig 13,0 kilometer i nord-sydlig riktning, och 12,1 kilometer i öst-västlig riktning.
Följande samhällen ligger vid Límni Kerkíni:
- Chrysochórafa (1 023 invånare)
- Kerkíni (980 invånare)
- Lithótopos (692 invånare)
- Limnochóri (522 invånare)
- Neochóri Sintikís (499 invånare)
- Mandráki (379 invånare)